# Don Cherry (hudebník)
Don Cherry (18. listopadu 1936 Oklahoma City – 19. října 1995 Málaga) byl americký jazzový kornetista a trumpetista. V letech 1976–1987 byl členem skupiny Old and New Dreams, kde spolu s ním hráli ještě saxofonista Dewey Redman, kontrabasista Charlie Haden a bubeník Ed Blackwell. V letech 1978–1982 hrál se sitáristou Collinem Walcottem perkusionistou Naná Vasconcelosem v kapele Codona. Několik let hrál s Ornette Colemanem, vydal řadu alb pod svým jménem a hrál s jinými hudebníky, mezi které patří John Coltrane, Albert Ayler, Sun Ra, Carla Bley nebo i rockoví hudebníci Steve Hillage a Lou Reed. Zemřel na selhání jater způsobené hepatitidou ve věku osmapadesáti let.